# Кабрера Фигероа, Луис
Луис Альберто Кабрера Фигероа (исп. Luis Alberto Cabrera Figueroa; 7 января 1994 года, Антофагаста, Чили) — чилийский футболист, полузащитник клуба «Аудакс Итальяно».

## Клубная карьера
Кабрера начал карьеру в клубе «Депортес Антофагаста» из своего родного города. 14 марта 2010 года в матче против «Депортес Икике» он дебютировал в чилийской Примере B. В 2011 году Кабрера помог клубу выйти в элиту. 13 мая 2012 года в матче против «Коло-Коло» он дебютировал в чилийской Примере. 31 августа 2013 года в поединке против «Эвертона» из Винья-дель-Мар Луис забил свой первый гол за «Депортес Антофагаста».
В начале 2018 года Кабрера перешёл в «Аудакс Итальяно». 12 февраля в матче против «Коло-Коло» он дебютировал за новую команду.